# 南允浩
南允浩（韓語：남윤호，1984年12月18日—），本名柳大植（유대식），韓國男演員，父親是曾為演員現為韓國文化體育觀光部部長的柳仁村。

## 演出作品

### 劇集
- 2023年：tvN《運氣好的日子》飾演 朴成日
- 2024年：Netflix《The 8 Show》飾演 導演
- 2024年：Coupang Play《家族計畫》飾演 尹明煥[3]
- 2025年：Netflix《惡緣》飾演 崔警官
- 2025年：Disney+《血謎拼圖》飾演 盧才昱（EP4）
- 2025年：tvN《未知的首爾》飾演 朴尚勇
- 2025年：tvN《瑞草洞》飾演 車正浩
- 2026年：Disney+《再婚皇后》

### 電影
- 2014年：《我的獨裁者》飾演
- 2014年：《拳力遊戲（朝鲜语：빅매치）》飾演 宰烈的同事／電腦黑客
- 2017年：《沉沒》（短篇）
- 2023年：《12.12：首爾之春》飾演 姜東燦

### 話劇
- 2012年：《殺死浪漫主義者／로맨티스트 죽이기》
- 2015年：《2015密陽夏季公演藝術節-The Jungle Book／더 정글 북》
- 2015年：《戀馬狂／에쿠우스》[4]
- 2015年：《Incognito／인코그니토》
- 2016年：《伯里克里斯／페리클레스》
- 2017年：《星期一Showcase-報道指南／월요쇼케이스-보도지침》
- 2020年：《Unburied》
- 2021年：《科利奧蘭納斯／코리올레이너스》[5][6]
- 2024年：《櫻桃園／벚꽃 동산》
- 2024年：《馬克白／맥베스》

## 外部連結
- 南允浩在NAVER上的资料
- 南允浩在Daum上的资料
- 南允浩在韩国电影数据库（KMDb）上的資料（韓語）